# Palmarès del Reus Deportiu
Il Reus Deportiu nella sua storia si è aggiudicato cinque campionati spagnoli (1969-1970, 1970-1971, 1971-1972, 1972-1973, 2010-2011) nonché sette Coppe del Re e due Supercoppe; a livello europeo ha conquistato otto Euroleghe, una Coppa delle Coppe, due Coppa CERS, una Coppa Continentale, una Coppa Intercontinentale e una Coppa del Mondo per club. Nel complesso ha disputato ventisette finali di coppe internazionali.

## Competizioni ufficiali

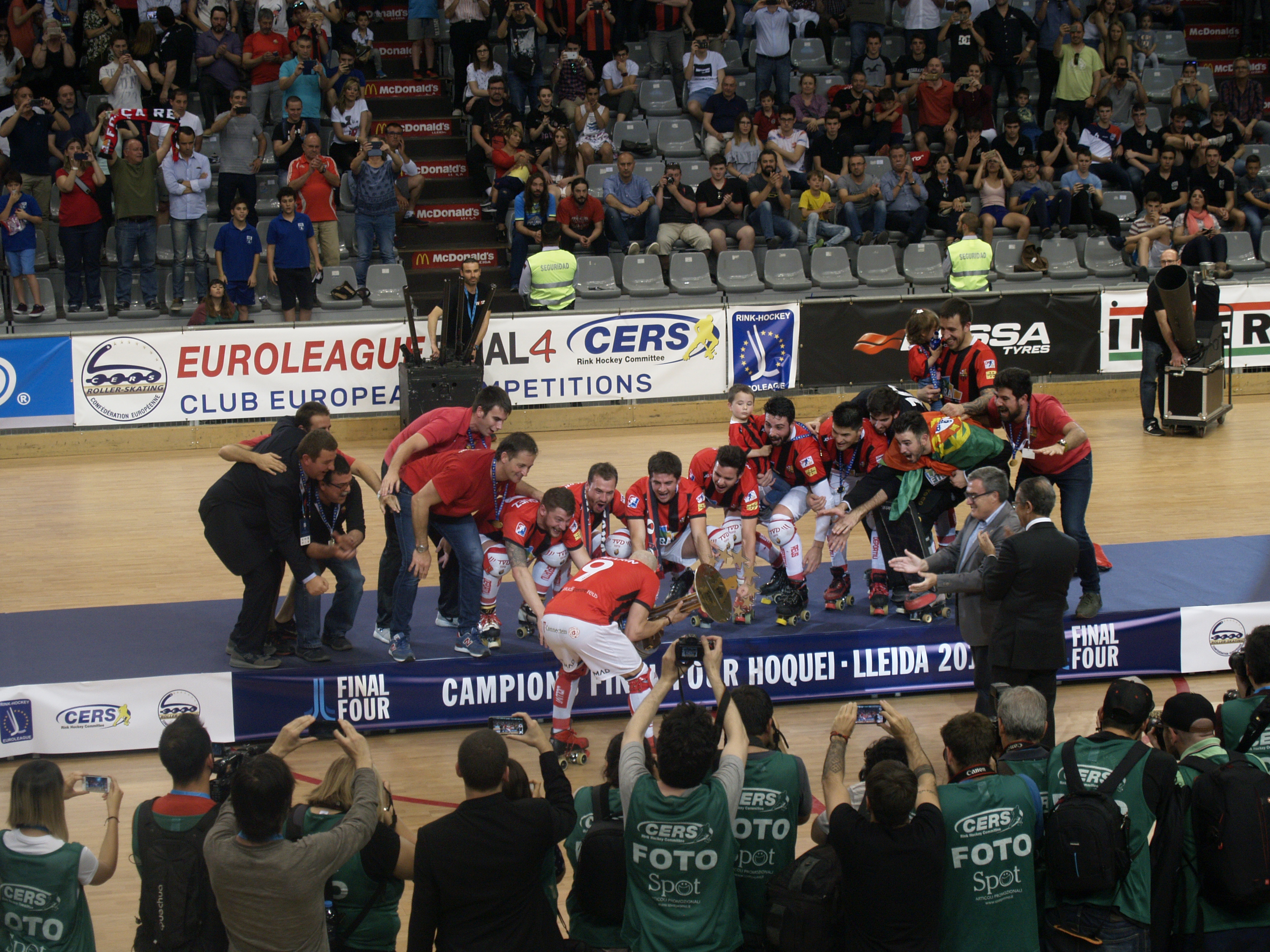
Premiazione del Reus Deportiu campione d'Europa 2016-2017.

28 trofei

### Competizioni nazionali
14 trofei
- Campionato spagnolo: 5

1969-1970, 1970-1971, 1971-1972, 1972-1973, 2010-2011
- Coppa del Re: 7

1952, 1966, 1970, 1971, 1973, 1983, 2006
- Supercoppa di Spagna: 2

2006, 2019

### Competizioni internazionali
14 trofei
- CERH European League: 8

1966-1967, 1967-1968, 1968-1969, 1969-1970, 1970-1971, 1971-1972, 2008-2009, 2016-2017
- Coppa delle Coppe: 1

1983-1984
- Coppa CERS/WSE: 2

2002-2003, 2003-2004
- Supercoppa d'Europa/Coppa Continentale: 1

2009-2010
- Coppa Intercontinentale: 1

2010
- Coppa del Mondo per club: 1 (record a pari merito con il Bassano)

2008

## Altri piazzamenti

### Competizioni nazionali
- Campionato spagnolo

2º posto: 1976-1977, 1978-1979, 2004-2005, 2005-2006, 2006-2007, 2007-2008, 2016-2017, 2021-2022
3º posto: 1973-1974, 1977-1978, 1979-1980, 1982-1983, 1992-1993, 1994-1995, 1995-1996, 2003-2004, 2017-2018, 2018-2019
- Coppa del Re

Finale: 1950, 1951, 1954, 1972, 1979, 1982, 1990, 2007, 2011, 2017, 2022
Semifinale: 1953, 1967, 1974, 1976, 1978, 1989, 1991, 1992, 1993, 1995, 1996, 1998, 1999, 2004, 2005, 2008, 2009, 2018, 2021, 2023
- Supercoppa di Spagna

Finale: 2007, 2011, 2013, 2016, 2020, 2020, 2022

### Competizioni internazionali
- Coppa dei Campioni/Champions League/Eurolega

Finale: 1978-1979, 2010-2011
Semifinale: 1972-1973, 1973-1974, 2001-2002, 2004-2005, 2005-2006, 2009-2010, 2011-2012, 2017-2018
- Coppa delle Coppe

Semifinale: 1984-1985
- Coppa CERS/WSE

Finale: 1990-1991, 2014-2015
Semifinale: 1981-1982, 1988-1989, 1993-1994, 1995-1996, 1999-2000
- Supercoppa d'Europa/Coppa Continentale

Finale: 1984-1985, 2003-2004, 2017-2018
- Coppa del Mondo per club

Finale: 2006
- Coppa Intercontinentale

Finale: 2017

## Altre competizioni
- Campionato de Catalunya: 1

1967
- Lliga catalana: 2

2016-2017, 2017-2018